# دهنة شيرين
دهنة شيرين (بالفارسية: دهنه شیرین) هي قرية تقع في قسم صفي آباد الريفي (مقاطعة إسفراين) في إيران. يقدر عدد سكانها بـ 551 نسمة بحسب إحصاء 2016.